# Antoni (Puchkan)
Antoni, imię świeckie Dmytro Iłlicz Puchkan (ur. 27 sierpnia 1974 w Rydze) – biskup Ukraińskiego Kościoła Prawosławnego Patriarchatu Moskiewskiego.

## Życiorys
Urodził się w rodzinie wojskowego. Średnie wykształcenie uzyskał w Mikołajowie, a następnie (w latach 1991–1994) był słuchaczem szkoły medycznej w tym mieście, którą ukończył z wyróżnieniem.
W 1994 r. wstąpił do szkoły duchownej (przekształconej w 1997 r. w seminarium) w Kałudze. Od 1998 r. kontynuował naukę w Moskiewskiej Akademii Duchownej, którą ukończył w 2002 r. W tym samym roku został psalmistą w cerkwi św. Eufrozyny Połockiej w Kijowie. 4 listopada 2007 r. z rąk namiestnika ławry Peczerskiej, arcybiskupa wyszhorodzkiego Pawła otrzymał święcenia diakońskie. W listopadzie 2007 r. został sekretarzem prasowym synodalnego oddziału do spraw młodzieży, a w kwietniu 2008 r. – Sektora Duchowno-Oświatowych Projektów Ukraińskiego Kościoła Prawosławnego Patriarchatu Moskiewskiego. 3 kwietnia 2008 r. złożył w ławrze Peczerskiej wieczyste śluby mnisze z imieniem Antoni, ku czci św. Antoniego Pieczerskiego. W 2010 r. został archidiakonem. Od 2011 r. był sekretarzem biskupa (od 2017 r. – arcybiskupa) Teodozjusza, wikariusza eparchii kijowskiej. 28 sierpnia 2011 r. otrzymał z rąk biskupa Teodozjusza święcenia kapłańskie. 15 października tego samego roku został podniesiony do godności archimandryty. Niósł posługę w kijowskich cerkwiach: Zmartwychwstania Pańskiego (rejon peczerski), Podwyższenia Krzyża Pańskiego (rejon podilski) i Wprowadzenia Bogurodzicy do Świątyni (rejon hołosijiwski). W sierpniu 2020 r. został razem z arcybiskupem Teodozjuszem przeniesiony do eparchii czerkaskiej.
Postanowieniem Świętego Synodu, nominowany 12 maja 2021 r. na biskupa korsuńsko-szewczenkowskiego, wikariusza eparchii czerkaskiej. Chirotonia biskupia odbyła się 6 czerwca 2021 r. w soborze Zaśnięcia Matki Bożej w ławrze Peczerskiej, pod przewodnictwem metropolity kijowskiego i całej Ukrainy Onufrego.